# 稲垣重昭
稲垣 重昭（いながき しげあき）は、三河刈谷藩の第2代藩主。鳥羽藩稲垣家3代。
寛永13年（1636年）、刈谷藩初代藩主稲垣重綱の長男稲垣重昌の長男として生まれる。父・重昌は稲垣家の世子であったが、重昭誕生の前年に死去したため、嫡孫に当たる重昭が承応3年（1654年）の祖父の死去により家督を継いだ。このとき、叔父の稲垣茂門の子・稲垣昭友に3000石を分与したため、稲垣家は2万3000石から2万石の大名となる。
明暦元年（1655年）12月に従五位下・信濃守に叙位・任官する。寛文元年（1661年）7月に大坂加番に任じられる。寛文11年（1671年）9月23日、叔父の稲垣重氏に新田1500石を分与した。貞享5年（1688年）2月23日に長男の重富に家督を譲って隠居した。
元禄16年（1703年）6月19日に死去した。享年68。

## 系譜
父母
- 稲垣重昌（父）
- 西尾忠永の娘（母）

正室
- 稲垣茂門の娘

子女
- 稲垣重富（長男）
- 稲垣昭倫（次男）
- 皆川広逵継室
- 溝口直武正室